# Lawrence Alexander Sidney Johnson
Lawrence Alexander Sidney Johnson, även känd som Lawrie Johnson, född den 26 juni 1925 i Cheltenham, New South Wales, död den 1 augusti 1997 i St Leonards, New South Wales, var en australisk taxonomisk botaniker som arbetade vid Royal Botanic Gardens, Sydney under hela sin yrkeskarriär.
Sidney beskrev, ensam eller i samarbete med kollegor, fyra nya familjer inom kärlväxter, 33 nya släkten och 286 nya arter samt omklassificerade dessutom 395 arter. Han tilldelades Clarkemedaljen 1979.
Auktorsnamnet L.A.S.Johnson kan användas för Lawrence Alexander Sidney Johnson i samband med ett vetenskapligt namn inom botaniken; se Wikipediaartiklar som länkar till auktorsnamnet.